# Albert Thaer
Pour les articles homonymes, voir Albrecht Thaer.

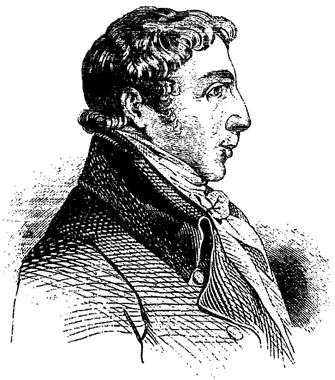
Albrecht Thaer

Albrecht Daniel Thaer, dit aussi Albert Thaer, né le 14 mai 1752 à Celle (Électorat de Brunswick-Lunebourg) et mort le 26 octobre 1828 au manoir de Möglin près de Wriezen, est considéré comme l'un des fondateurs de l'agronomie.

## Biographie
Son père est médecin et il va étudier la médecine à Göttingen où il est élève de Ernst Gottfried Baldinger. Il obtient, en 1774, le grade de docteur. Sa thèse, Dissertatio de actiones nervorum, a été longtemps considérée comme un ouvrage de référence. En 1780, il devient conseiller du Prince-Électeur de Hanovre.
En 1786, il se marie et achète une ferme de trente hectares à proximité de Celle.
Désirant approfondir ses connaissances en philosophie, Thaer se rend à Oxford et devient bientôt le médecin personnel de George III.
Il découvre l'histoire naturelle et fait de nombreux voyages en Angleterre et surtout en Écosse où il commence à s'intéresser aux problèmes d'agriculture.
En 1794, il publie une introduction à l'agriculture anglaise, Einleitung zur englischen Landwirthschaft, qui suscite un grand intérêt en Allemagne.
À la mort de son père, il décide d'abandonner la médecine et se retire dans sa propriété de Celle. Il y fonde en 1802 le premier laboratoire expérimental agricole allemand (aujourd'hui les jardins Thaer) et la première école d'agriculture. Il commence également en 1799 la publication d'une revue consacrée à l'agriculture et à ses problèmes, Annalen der Niedersächsischen Landwirthschaft. Il fait paraître en 1803 sa Description des nouveaux instruments d'agriculture les plus utiles.
À la suite de l'invasion par les Français de l'Électorat de Hanovre, il décide de s'installer à Berlin, où il est bientôt admis à l'Académie royale des sciences de Prusse. En 1806, il s'installe à Möglin et y fonde la première académie agricole allemande, qui devient un modèle en Europe. En 1810, il devient professeur d'agronomie à l'université de Berlin.
Parmi ses élèves se trouvent Johann Heinrich von Thünen et Carl Philipp Sprengel.

## Travaux
Albrecht Thaer décrit de manière approfondie la composition, les propriétés et l'extractabilité de l'humus.
Il est un des principaux développeurs de la théorie de l'humus, qu'il expose dans les Principes raisonnés d'agriculture, publiés en 1809. La théorie de l'humus postule que les plantes obtiennent la majorité de leur matière sèche à partir de l'humus présent dans les sols, et que les besoins des plantes en "sucs nutritifs" varient en fonction de l'espèce. Néanmoins, Thaer, se basant sur les travaux de Nicolas Théodore de Saussure, accepte l'idée que les plantes utilisent plusieurs sources de carbone, dont le gaz carbonique présent dans l'air et dans l'atmosphère du sol (et issu de la décomposition de l'humus). Cependant, il insiste sur l'importance de la gestion de la matière organique des sols, vue comme la principale source de la fertilité des sols.
Cette théorie reste très populaire jusque dans les années 1840, avant d'être invalidée, notamment par les travaux de Justus von Liebig et de Carl Philipp Sprengel (son ancien élève).
Thaer analyse la productivité des systèmes agricoles en fonction de critères de science des sols et d'agronomie (comme la fertilité des sols et le rendement) mais également en termes de rentabilité économique. Il développe un système d'évaluation et de prédiction de la fertilité des sols. Il définit la notion de fertilité intrinsèque du sol (aussi appelée fécondité naturelle) comme la quantité produite par un sol lorsque la rentabilité économique est nulle. Pour évaluer cette fertilité, il utilise un indicateur de la fertilité des sols : le boisseau de seigle produit par journal (en allemand, scheffel (de) par morgen (de)). Par exemple, un sol donnant  2 boisseaux de seigle par journal est considéré comme ayant une fertilité de 40°. 
Thaer établit des relations empiriques entre la fertilité intrinsèque des sols et la teneur de ces sols en argile, limon, sable et humus. Il donne aux sols une valeur de fertilité intrinsèque, de 0 à 100, basée sur ces teneurs. Les sols sont ensuite classés en 6 classes, de fertilité croissante, pouvant être affectées à des usages différents : 
1. sol pour le seigle,
2. sol pour l'avoine,
3. sol pour l'orge,
4. sol riche pour l'orge,
5. sol pour le blé,
6. sol riche pour le blé.

Thaer établit un échelle numérique des besoins des plantes en "sucs nutritifs", ce qui lui permet, pour un rendement et une espèce donnée, de calculer la quantité de sucs nutritifs prélevés par la culture, et donc l'épuisement du sol sol correspondant. En conséquence, il peut établir des recommandations d'apport de matière organique pour compenser les prélèvements des plantes. Pour Thaer ces compensations peuvent s'effectuer sous trois formes: apport de fumier, conversion des champs en prairies, implantation d'une jachère estivale morte (ici, jachère doit s'entendre au sens de végétation spontanée se développant sur un sol qui a été préalablement travaillé). Encore une fois, pour chacune de ces pratiques, et suivant le type et la quantité de fumier apporté, le type de prairie, le type de sol, etc., Thaer propose un système de mesure numérique de la fertilité restituée au sol.
En utilisant son système d'évaluation numérique de l'effet des différentes pratiques sur la fertilité des sols, Thaer peut comparer l'évolution de la fertilité des sols sous différents systèmes de culture théoriques. Il calcule également leurs performances économiques.
Thaer insiste également sur l'importance de la cartographie des sols pour l'agriculture.
Thaer contribue également au développement des cultures de la pomme de terre et de la betterave à sucre en Prusse, participe à l'amélioration génétique des moutons et au développement de plusieurs outils agricoles.

## Galerie

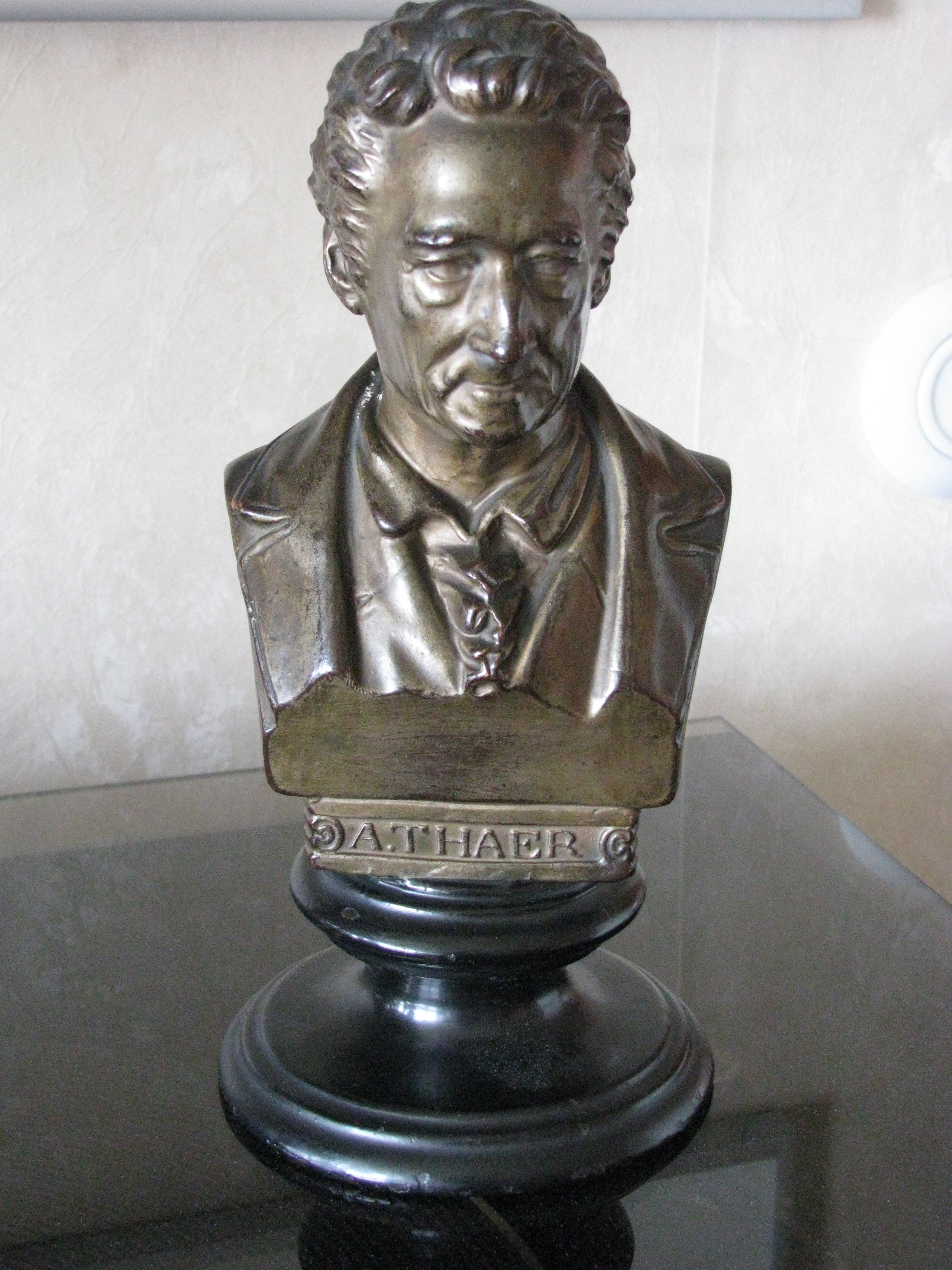
Buste d'Albrecht Daniel Thaer réalisé par Rudolf Uffrecht

## Œuvres
- (de) Einleitung zur Kenntniß der englischen Landwirthschaft, 3 vol. , 1798–1804
- (de) Grundsätze der rationellen Landwirthschaft, 4 vol. , 1809–1812
- (de) Leitfaden zur allgemeinen landwirthschaftlichen Gewerbs-Lehre, KLWG, Realschulbuchhandlung, Berlin 1815
- Traduction française :
Description des nouveaux instrumens d'agriculture les plus utiles, trad. de l'allemand par C.J.A. Mathieu de Dombasle, Paris : Mme Huzard, 1821 lire en ligne

## Confusion courante
L'abréviation botanique Thaer désigne Albrecht Thaer, son petit-fils.  Albrecht Daniel Thaer n'a aucune abréviation botanique standard.